# Thalassiosiropsidaceae
Famille
Les Thalassiosiropsidaceae sont une famille d'algues de l'embranchement des Bacillariophyta (Diatomées), de la classe des Coscinodiscophyceae et de l’ordre des Archaegladiopsidales.
Le genre  Thalassiosiropsis, qui a donné son nom à la famille, est un organisme fossile, découvert dans la Formation Moreno (en) en Californie.

## Étymologie
Le nom de la famille vient du genre type Thalassiosiropsis, composé du préfixe thalassiosir-, par allusion au genre Thalassiosira, et du suffixe -opsis, « semblable à ».

## Liste des genres
Selon AlgaeBase (18 juin 2022) :
- Gladiopsis R.Gersonde & D.M.Harwood, 1990
- Thalassiosiropsidella Nikolaev & Harwood, 2007
- Thalassiosiropsis G.R.Hasle, 1985

## Systématique
Le nom correct complet (avec auteur) de ce taxon est Thalassiosiropsidaceae Nikolaev, 1987.